# Drapeau de Cuba

Drapeau utilisé au Parlement Cubain

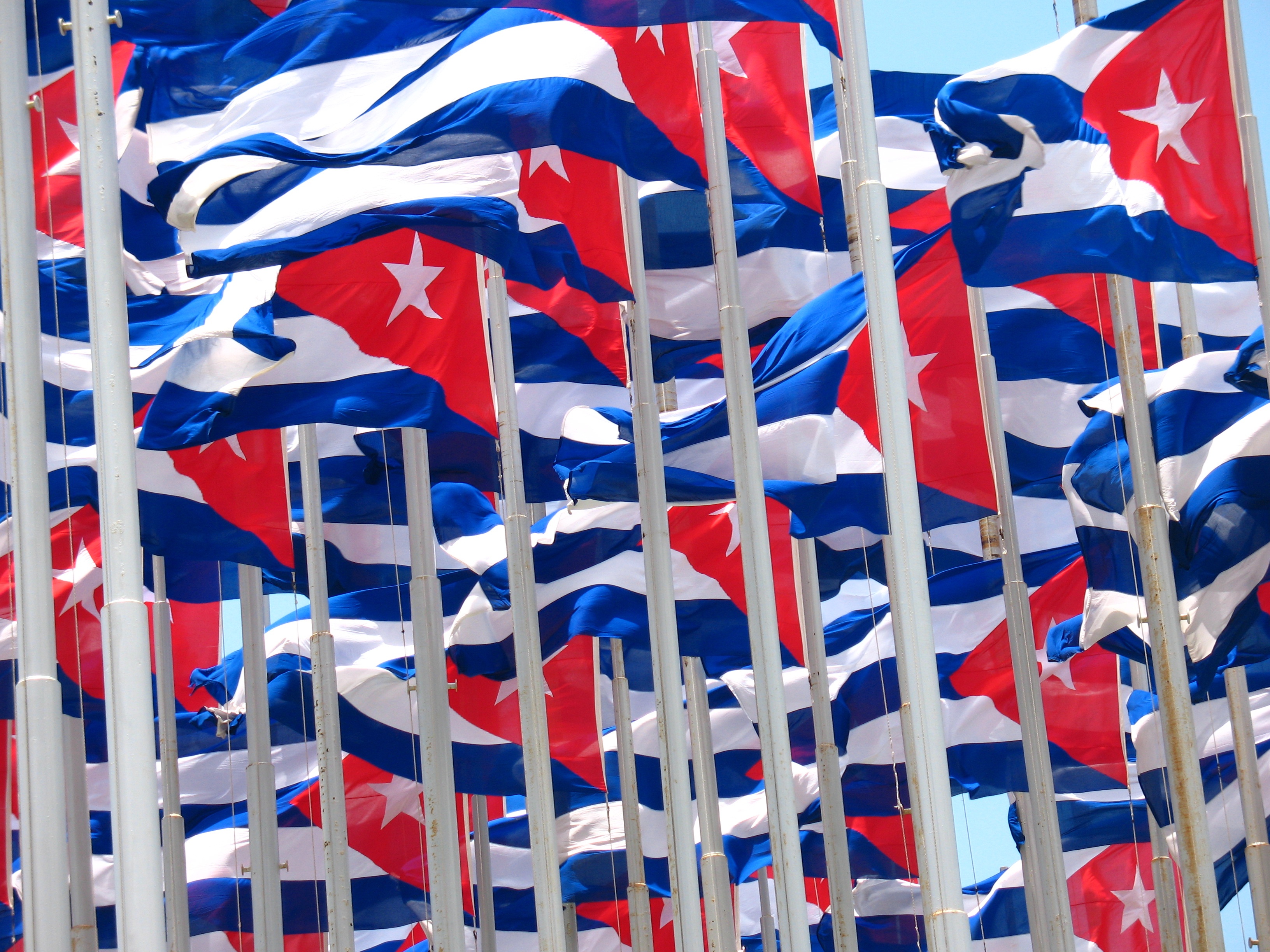
Drapeaux cubains à La Havane

Le drapeau de Cuba fut dessiné par Miguel et Émilia Teurbe Tolon (un couple cubain exilé à New York) en 1849, et demandé par le général Narciso López, un flibustier vénézuélien désirant libérer Cuba.

## Histoire
Narciso López (1797-1851), militaire vénézuélien, devenu homme d'affaires à Cuba après avoir épousé la riche propriétaire cubaine Dolores Frías, sœur du Comte de Pozos Dulces, avait organisé une conspiration contre le gouvernement colonial espagnol dans l'île, conspiration connue sous le nom de Conspiration de la Mina de la Rosa Cubana. Celle-ci découverte, il dut s'exiler aux États-Unis. Depuis La Nouvelle-Orléans, il prépara un débarquement pour arracher l'indépendance de l'île. Pour ce faire, il recruta, parmi les vétérans de la guerre contre le Mexique, des soldats nord-américains prêts, contre rémunération, à s'engager dans une lutte armée contre l'armée espagnole. Venu à bord du bateau Créole, accompagné de 608 hommes, il débarqua le 19 mai 1850 dans la ville de Cárdenas, près de Matanzas, dans la partie ouest de l'île. La prise de la ville eut un caractère symbolique car le drapeau cubain dont l'étoile solitaire représentait le rêve annexionniste, fut hissé pour la première fois sur le sol cubain. Faute de soutien populaire, cette première invasion fut un échec. Une seconde tentative fut entreprise par Narciso López, cette fois à l'ouest de La Havane, dans la région côtière de Playitas. Mais cette invasion échoua également et, après quelques combats, les hommes se dispersèrent. Beaucoup furent capturés, dont López, qui fut condamné au supplice du garrot, une méthode d'exécution considérée comme vulgaire par rapport au poteau, plutôt réservée aux ennemis honorables. 
Le drapeau cubain est adopté le 20 mai 1902, lorsque la République cubaine est instaurée, après que Cuba est devenue indépendante de l'Espagne en 1898.

## Interprétation
L'étoile blanche, qui se nomme « La Estrella Solitaria » (« L'Étoile solitaire »), représente l'indépendance ainsi que la liberté étant un astre qui brille par sa propre lumière et la stabilité, l’équilibre social et moral.
Le triangle équilatéral symbolise par l'égalité de ses angles l’égalité entre les Hommes. 
Les franges étant parallèles représentent l'unité de la nation et la fraternité entre ses citoyens.   
Les trois couleurs (bleu, blanc et rouge), rappellent le triptyque de la Révolution française : « Liberté, Égalité, Fraternité ».  Le blanc représente la pureté des Cubains lors de la guerre. Le rouge représente le sang et le courage des Cubains lors de la guerre. Le bleu représente l'altruisme et la hauteur de l’idéal cubain.
Il est deux fois plus long que large.

## Histoire du drapeau cubain

Drapeau de la Croix de Bourgogne (1521–1843)
Drapeau de l'Amérique hispanique (1843–1873; 1874–1898)
Drapeau de la Première République espagnole (1873–1874)
Drapeau de Céspedes pendant la guerre des Dix Ans (1868–1878)
Drapeau du gouvernement militaire des États-Unis à Cuba (1898-1902 ; 1906–1909)
Drapeau de la première République de Cuba (1902–1906; 1909–1959)
Drapeau du Mouvement du 26 juillet
Pavillon naval de Cuba
Étendard du Premier ministre de Cuba (1959–1976)
Étendard du président de Cuba